# ステファノ・フレージ
ステファノ・フレージ（Stefano Fresi、1974年7月16日 - ）は、イタリアの俳優、作曲家。

## 略歴
1974年ローマ生まれ。高校卒業後に大学の文学部に進学するが、映画界を目指して退学、その一方で音楽学校を卒業する。
舞台俳優として活動している中で『三銃士』での演技がベテラン俳優ミケーレ・プラチドの目に留まり、プラチドが監督した2005年の映画『野良犬たちの掟』で映画デビューする。その後は俳優として様々な映画やテレビドラマに出演するともともに、作曲家としても活動し、映画やテレビドラマの音楽を担当している。
2014年の映画『いつだってやめられる 7人の危ない教授たち』でダヴィッド・ディ・ドナテッロ助演男優賞にノミネートされる。その続編となる2017年の映画『いつだってやめられる 闘う名誉教授たち』と『Nove lune e mezza』でナストロ・ダルジェント助演男優賞にノミネートされる。

## 主な出演作品
- 野良犬たちの掟 Romanzo criminale (2005) - セッコ（イタリア語版）役 ※名義はファウェーテ・リングイス (Favete Linguis)（英語版）[1]
- 天使に恋して Angeli (2014) - アンセルモ役 ※テレビ映画
- いつだってやめられる - アルベルト・ペトレッリ役
  - いつだってやめられる 7人の危ない教授たち Smetto quando voglio (2014)
  - いつだってやめられる 10人の怒れる教授たち Smetto quando voglio: Masterclass (2017)
  - いつだってやめられる 闘う名誉教授たち Smetto quando voglio: Ad honorem (2017)
- 月を買った男 L'uomo che comprò la luna (2018) - ピノ役 ※イタリア映画祭2019にて上映[4]
- こどもたち Figli (2020) - ジャーナリストの友人役 ※イタリア映画祭2021にて上映[5]
- ある日、ローマの別れ Lasciarsi un giorno a Roma (2021) - ウンベルト役 ※イタリア映画祭2022にて上映[6]